# Blans (Sønderborg Kommune)
|  | Blans er også en bebyggelse i Stokkemarke Sogn på Lolland, se Blans |
Blans er en lille by i Sønderjylland med 457 indbyggere  (2024) i Ullerup Sogn mellem Aabenraa og Sønderborg. Blans ligger i Sønderborg Kommune og tilhører Region Syddanmark.
Navnet Blans er sandsynligvis opstået af det ældre Blånes; i 1315 nævnes to adelsmænd, Erik Blånes og Peder Nilssen af Blånes. Jfr. Blåskov, Blåbæk, Blåhøj, Blåmølle osv. Navnet hidrører sandsynligvis fra, at der her fandtes en mørk skovstrækning. I ældre tid betød blå sort.
Fra byen er der 1,2 km til den tidligere herregård Ballegård og Ballebro , hvor Ballebro Færgekro ligger, og hvor færgen M/F Bitten Clausen hver halve time sejler over Als Fjord til Hardeshøj på Nordals.
Blans består af ca. 300 huse, købmand og sportsanlæg (fodbold, legeplads, tennis). Eckersberg Børneunivers er en privat institution med børnehave, SFO og friskole (130 elever til 0-9. klasse grundlagt i 1995 da den kommunale skole blev lukket).
Syd for ligger svineslagteriet Danish Crown med ca. 1100 medarbejdere. Svineslagteriet blev 16. april 2007 ramt af en storbrand, der ødelagde 3/4 af slagteriet. I forbindelse med genopførelsen blev slagteriet moderniseret. Der slagtes ca. 62.000 svin pr. uge.
Der er busforbindelser til Aabenraa, Sønderborg og Gråsten.
I 2005 indsamlede beboerne gennem projektet "Blans i Bevægelse" 1,3 millioner kroner gennem fonde og med frivillig arbejdskraft. Resultatet blev et udendørs-aktivitetscenter (moderne legeplads), som i dag vedligeholdes ved fælles hjælp.
I juni 2018 lukkede købmanden. Der blev i oktober afholdt et borgermøde, som besluttede at starte en anpartstegning. 70 % af husstandene i og omkring Blans tegnede sig for 540.000 kr. Anpartsselskabet fik et lån i den lokale sparekasse til at købe den tidligere købmandshandel. Frivillige renoverede butikken. Den nye købmand har lejet butikken på egen risiko, men får støtte af de frivillige.
Søndag den 15. september 2019 modtog musikeren Rikke Mølbæk Thomsen Modersmål-Prisen på Eckersberg Børneunivers for sin indsats for den sønderjyske dialekt. Hun er opvokset i Blans, hvor hun boede til hun var 16 år gammel.

## Historie
- Brudehøj er en lang gravhøj fra Tragtbægerkulturen dateret til 3950-2800 f. Kr. ca. 2 km vest for Blans ved vejen mod Bovrup. Højen er 35 meter lang, ca. 12 meter bred og 2,5 meter høj. I midten af højen er en stor flad lavning, hvor der sandsynligvis har stået et gravkammer: En stor flad sten i lavningens sydside tyder på, at det kan have været en af gravkammerets sidesten. Der er knyttet flere sagn til stedet. Gravhøjen blev fredet omkring 1913.
- Blansgaard i Blansgårdsmark syd for Blans nævnes første gang i 1315. I 1500-tallet var gården ejet af Poul Magnussen. Han var husfoged på Sønderborg Slot og fungerede en tid som fangevogter for Christian 2. (1481-1559). Sydkapellet i Ullerup Kirke blev bygget omkring 1500 som gravkapel af Blansgaards ejere, og kapellet benævnes også i nutiden ”Blansingerkapellet”. Gården tilhørte lavadelslægten Magnussen til midten af 1600-tallet, hvor en Magnussen-enke overlod sine gårde til sin svoger, og gården arvedes af nevøen Johan von der Wisch (1640-1680). 1717 solgte efterkommerne Blansgaard til Philip Ernst af Slesvig-Holsten-Sønderborg-Glücksborg (1673-1729). Hans søn Christian af Slesvig-Holsten-Sønderborg-Glücksborg (1627-1698) var den sidste regerende hertug af Glücksborg. Derefter overtog Kronen gården, som i slutningen af 1700-tallet udstykkede jorden i 37 dele til beboere i Ullerup og Blans. Stamparcellen med selve hovedgården er fra 1869 til nutiden ejet af familien Thomsen. De nuværende bygninger ligger på den gamle herregårds plads på voldstedet. Voldstedet var firesidet og omgivet af vandgrave. Det nuværende stuehus er opført 1876.
- Eckersberghus er hvor C. W. Eckersberg tilbragte sin barndom.
- Ballegård er en hovedgård ved Ballebro ca. 2 km nord for Blans. Blansgårds sædehus er opført i 1599-1602. Det blev nedbrudt i 1787 og nye bygninger opført. Disse brændt i maj 1795. Den nuværende hovedbygning er opført i 1876. Den to etagers hvidkalkede hovedbygning i rokokostil er opført 1771 ved Lorentz Jacobsen og fredet tillige med to andre mindre huse i 1950. Senere kom gården i Conrad Reventlows eje. Han fik kongens tilladelse til at oprette Grevskabet Reventlow med hovedgårdene Sandbjerg og Ballegård.
- Blans Andelsmejeri blev opført ved den nuværende "Mejerigård på Søndergade og blev indviet den 3. maj 1904. Før 1904 solgte bønderne mælken til mejeriejer Dau i Ullerup eller til Jørgen Ludvigsen i Brobøl. P. Henningsen var den første formand, men blev på grund af uenighed afløst i 1905 af Jens E. Christiansen.  Den 7.januar 1904 blev der købt en dampmaskine, og i 1911 blev mejeriet ombygget efter en brand. Under opbygningen blev mælken behandlet på Ullerup Andelsmejeri. Fra 1912 blev bønderne i Blans Østermark andelshavere. 1914 vedtoges det at anskaffe et køleanlæg. 1930 var der 62 leverandører, og der behandledes 2 mio. kg mælk. Der var en stor ostefremstilling. 1938 får mejeriet et syrningsanlæg. 1941 nedlægges mejeriet i Ullerup og mejeriet fik flere andelshavere. Omkring 1950 var indvejningen på 2,5 mio. kg mælk og der var 70 leverandører med ca. 800 køer, deraf var der syv med 20 køer og derover og 13 med fire køer og derunder. Fra 1920 til 1954 var Christen Nissen, Ballegård, formand, og mejeribestyrer var Hans Tygesen Lønholm, som blev ansat i 1911. Mejeriet blev nedlagt 1962 og den sidste formand var Johs. Lauritzen. I februar 2020 blev den tidligere mejeribygning ved Mosevej fjernet.
- Brobøl er en lille bebyggelse nord vest for Blans. Brobølsområdets spredte ejendomme blev udskiftet fra Blansgaard i 1799.

## Foreninger
Byen har et aktivt foreningsliv med Landsbylauget som paraplyorganisation, tennisklub, skytteforening, bådelaug, billardklub, privat vandværk osv.
- Badmintonklubben Blans-Sundeved udsprang i 1991 af Blans Idrætsforening. I gymnastiksalen i Blans udviklede spillet sig. Klubben høstede stribevis af mesterskaber og titler. Med Sundevedhallen blev sporten populær over hele Sundeved, og efterhånden voksede badmintonafdelingen ud af Idrætsforeningen, og der dannedes en egentlig klub, Badmintonklubben Blans-Sundeved. Badmintonklubben er hjemmehørende i Sundevedhallerne, Skolevej 21 i Vester Sottrup.
- I 1990 blev fodboldafdelingerne i Blans UI (BUI), Nybøl IF (NIF) og Sundeved IF (SIF) delvis fusioneret ved en skriftlig aftale. Det betød, at al fodbold ikke længere skulle behandles i den enkelte forening, men i et nedsat fælles fodboldudvalg. I 2005 besluttede de tre moderforeninger at ophæve aftalen fra 1990. 2006 blev Fodboldklubben BNS (Blans-Nybøl-Sundeved) etableret som en selvstændig fodboldklub.

## Kendte Personer
- C.W. Eckersberg (2. januar 1783 i Blåkrog  – 22. juli 1853 i København. I 1786 flyttede hans familie til Blans. Efter sin konfirmation kom han i lære som maler. Mens han var i lære, lavede han gode tegninger og malerier. Han havde ambition om at komme på Det Kongelige Danske Kunstakademi i København. Da han havde skaffet sig penge og støtte fra lokale bekendte, ankom han til Københavns Toldbod den 23. maj 1803.
- Erik Lauritzen (født 17. februar 1960) i Blanskov, er en dansk politiker og lærer, der er borgmester i Sønderborg Kommune siden 2013.
- Rikke Mølbæk Thomsen  (født 23. december 1990 er en dansk sangerinde og guitarist. Hun er opvokset i Blans, hvor hun boede til hun var 16 år. Den 15. september 2019 modtog hun Modersmål-Prisen for sin indsats for den sønderjyske dialekt.

## Galleri
- Supermarkedet i Blans
- Eckersberg Børneunivers er en fri grundskole med børnehave.
- Huset i Blans hvor C.W. Eckersberg boede fra 1786 til 1794
- Ældre hus i Blans
- Ballegård beliggende ca. 2 km nord for Blans